# Aeroporto di Aspern
L'Aeroporto di Aspern (in tedesco Flughafen Aspern o anche Flughafen Wien-Aspern; codice ICAO: LOWA) è stato, in quanto più grande aeroporto austriaco del passato, il predecessore dell'odierno aeroporto di Vienna-Schwechat. Si trovava ad Aspern, parte del XXII distretto Donaustadt alla periferia est di Vienna. Dal 2010 nel sito dell'aeroporto sorge Aspern Seestadt.

## Storia

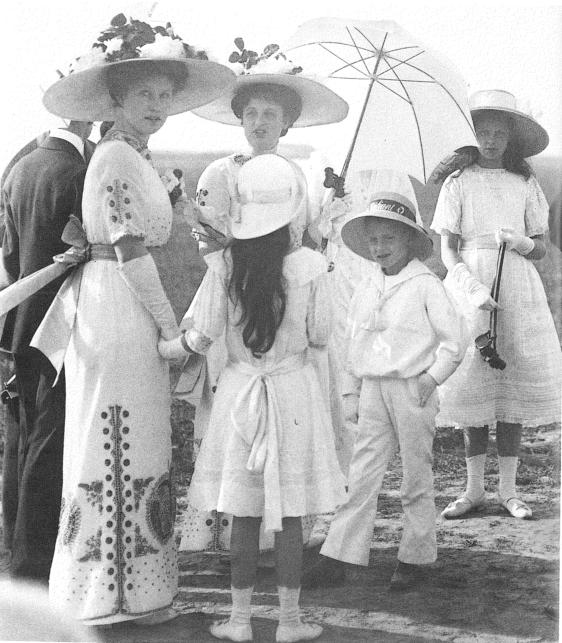
La famiglia dell'arciduca Leopoldo Salvatore durante un'esibizione aerea ad Aspern. L'arciduca nutriva un grande interesse per l'aviazione ed era aerostiere dilettante.

L'aeroporto di Aspern fu inaugurato il 23 giugno 1912.
Nel 1914, nel corso di un'esibizione aerea, il tenente maggiore di fanteria e direttore generale Heinrich Bier ottenne qui con il biplano ungherese Lloyd LS-1 quattro record mondiali d'altitudine in volo fino ai 5440 m.
Ma già nel 1914, dopo l'assassinio dell'erede al trono Francesco Ferdinando, gli aerei civili furono sospesi e l'aeroporto usato solo a scopi militari. Gli aerei fabbricati nelle vicinanze dalla ditta Aviatik erano collaudati ad Aspern prima di poter entrare in uso.
Finita la prima guerra mondiale, dopo la distruzione degli armamenti austriaci imposta dal Trattato di Saint-Germain, l'aeroporto fu aperto al traffico aereo internazionale solo nel 1920.
La 1ª Squadriglia Caproni nel 1919 si reca ad Aspern in appoggio alla missione militare d'armistizio ed a fine anno ritorna in Italia.
Durante la guerra civile austriaca del febbraio 1934, Godwin Brumowski partì da qui per l'unica incursione aerea del conflitto contro il municipio di Goethehof.
Al momento dell'Anschluss, il 12 marzo 1938, atterrarono i soldati tedeschi e riconvertirono l'aeroporto di nuovo in una base aerea. Al termine della seconda guerra mondiale quanto restava dell'aeroporto, saccheggiato e distrutto, fu sequestrato dall'Armata Rossa. Durante l'occupazione il campo fu preso in carico dall'ÖAeC (aeroclub austriaco) e destinato agli aerei da turismo.

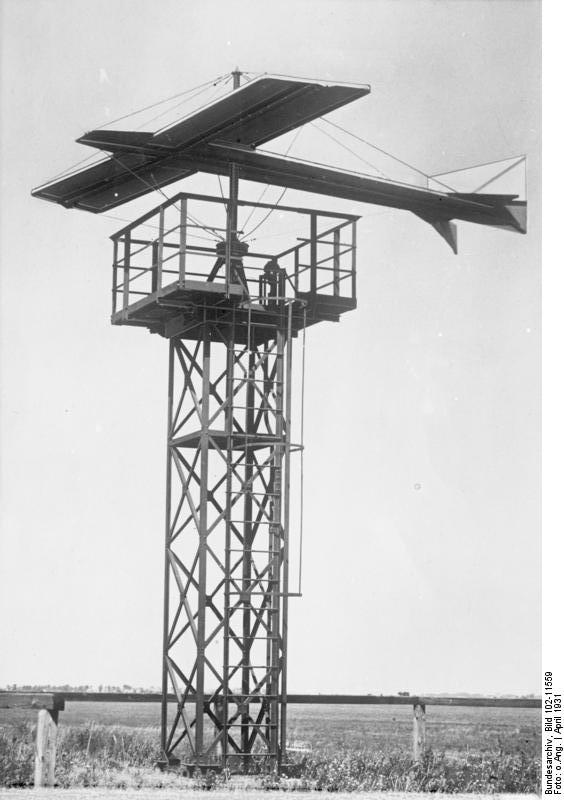
Indicatore di direzione del vento dell'aeroporto nel 1931.

Nel 1954 Schwechat, fondato già nel 1938 come base aerea militare, con l'apertura al traffico civile prese il posto di Aspern come aeroporto di Vienna. Dal giugno 1956 in poi, ad Aspern furono organizzate corse automobilistiche, l'ultima delle quali ebbe luogo il 27 marzo 1977.
Il 30 aprile 1977, la costruzione a Schwechat della seconda pista 16/34 (aperta il 6 ottobre) significò la fine dell'aeroporto di Aspern, poiché il suo traffico aereo si sarebbe trovato troppo vicino al corridoio di avvicinamento della nuova pista. Gli aeroclub locali si trasferirono perlopiù a Wiener Neustadt.
Esaudendo il desiderio del cancelliere federale Bruno Kreisky, che aspirava a creare una Daimler austriaca, dall'aeroporto abbandonato fu separato un settore al confine con la Großenzersdorfer Straße, destinato a insediamento industriale in previsione della creazione di circa 3 000 posti di lavoro. Il fondo fu affittato a lungo termine, a un prezzo simbolico, alla General Motors tramite le società controllate General Motors Austria e General Motors Austria Werke. La concessione di incentivi statali e municipali alla General Motors per la fondazione di una fabbrica di motori e impianti di trasmissione destò nel paese inquietudine sociale e politica, sfociando in interrogazioni parlamentari e discussioni incandescenti alle Camere.
Il complesso industriale fu edificato negli anni 1980-1981. Alla fine del 1981 iniziò la produzione pilota; nel 1982 la fabbrica fu aperta ufficialmente e intraprese la produzione regolare. Gli impianti consistevano in un lungo stabilimento e in due edifici più piccoli: il primo, a un solo piano, con i locali per i lavoratori, gli uffici, la mensa, gli ambulatori, i banchi di prova per le automobili; il secondo, a tre piani, per l'area amministrativa.
Dal 1988 il campo, abbandonato da anni, servì come pista di addestramento alla guida sicura dell'autoclub ARBÖ. All'estremità orientale fu impiantata dal 1º aprile 2001 la base dell'eliambulanza Christophorus 9 dell'ÖAMTC, ma dal 2004 dovette trasferirsi su un terreno d'emergenza messo a disposizione presso la General Motors (Open Wien).
Nel 2006 la città di Vienna offrì l'ex aeroporto come area fabbricabile per una nuova università d'eccellenza, ma non riuscì a imporsi e le fu preferita la sede di Maria Gugging in Bassa Austria. Il 3 luglio 2009, l'inizio della demolizione dell'ultima pista esistente pose fine alla vita dello scalo abbandonato.

## Sviluppi

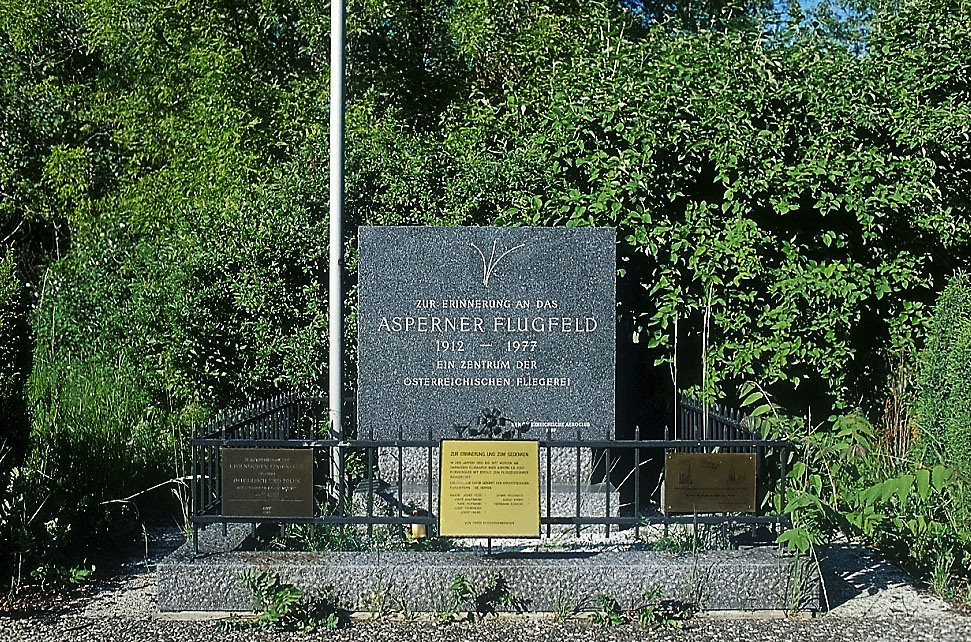
Targa commemorativa dell'aeroporto di Aspern.

Nella zona dell'ex aeroporto resistono alcune vecchie imprese oltre, dal 1982, a General Motors Powertrain-Austria (motori e trasmissioni) e a General Motors Austria (organizzazione di vendita). I vari stabilimenti sono piccoli e senza una forte struttura unitaria. A causa della vicinanza di aree naturalistiche come la Lobau si è registrato un notevole afflusso di pubblico in zona. Anche per questo la situazione occupazionale non è buona, dal momento che l'area appare inidonea e poco attraente per l'insediamento di nuove imprese.